# Live in Boston (album de Fleetwood Mac)
Live in Boston est le second album live du groupe rock britannique Fleetwood Mac,. Il fut enregistré lors de deux concerts au Boston Tea Party à Boston, entre le 5 et le 7 février 1970.

## Histoire
Les enregistrements des concerts devaient former un album live qui devait sortir en 1970, mais le projet a été abandonné jusqu'en 1985, lorsque Shanghai Records décida de publier 7 chansons de la performance sous le nom Live in Boston.
L'album fut réédité quelques mois plus tard sous le nom Jumping at Shadows par Varrick Records et ré-réédité en 1989 sous le nom Boston Live par Castle Communication.
En 1998, Snapper Music publia un album 3 CD, titré Live in Boston: Remastered (plus tard réédité Live at the Boston Tea Party), contenant tous les titres des 3 concerts au Boston Tea Party de 1970. Ces albums étaient disponibles en trois volumes ou sous forme de coffrets. Les trois volumes ont été réédités sous la forme d'un boîtier de 4 CD en 2003, sous le titre Live at the Boston Tea Party. En 2013, l'album fut réédité sous le nom Boston, comprenant une nouvelle pochette.

## Liste des titres

### Album Original (1985)

#### Face 1
1. "Oh Well" (Peter Green) – 3:36
2. "Like It This Way" (Danny Kirwan) – 4:18
3. "World in Harmony" (Kirwan, Green) – 3:46
4. "Only You" (Kirwan) – 4:26

#### Face 2
1. "Black Magic Woman" (Green) – 6:25
2. "Jumping at Shadows" (Duster Bennett) – 5:00
3. "Can't Hold On" (Elmore James) – 6:59

### Live in Boston: Remastered(1998)

#### Volume 1
1. "Black Magic Woman" (Green) – 6:45
2. "Jumping at Shadows" (Bennett) – 4:48
3. "Like It This Way" (Kirwan) – 4:28
4. "Only You" (Kirwan) – 4:23
5. "Rattlesnake Shake" (Green) – 24:38
6. "I Can't Hold Out" (James) – 6:35
7. "Got to Move" (James) – 3:25
8. "The Green Manalishi (With the Two-Prong Crown)" (Green) – 12:52

#### Volume 2
1. "World in Harmony" (Kirwan, Green) – 4:10
2. "Oh Well" (Green) – 3:12
3. "Rattlesnake Shake" (Green) – 25:36
4. "Stranger Blues" (James, Marshall Sehorn) – 3:55
5. "Red Hot Mama" (James) – 4:03
6. "Teenage Darling" (Jeremy Spencer) - 4:16
7. "Keep A-Knocking" (Richard Wayne Penniman) – 4:56
8. "Jenny Jenny" (Enotris Johnson, Penniman) – 7:40
9. "Encore Jam" (Green, Kirwan, Spencer, Joe Walsh) – 13:25

#### Volume 3
1. "Jumping at Shadows" (Bennett) – 4:17
2. "Sandy Mary" (Green) – 5:21
3. "If You Let Me Love You" (B. B. King) – 10:30
4. "Loving Kind" (Kirwan) – 2:57
5. "Coming Your Way" (Kirwan) – 7:06
6. "Madison Blues" (James) – 4:49
7. "Got to Move" (James) – 3:56
8. "The Sun Is Shining" (James) – 3:11
9. "Oh Baby" (James) – 4:26
10. "Tiger" (Ollie Jones) – 3:44
11. "Great Balls of Fire" (Jack Hammer, Otis Blackwell) – 3:16
12. "Tutti Frutti" (Joe Lubin, Penniman, Dorothy LaBostrie) – 6:45
13. "On We Jam" (Green, Kirwan, Spencer, John McVie, Mick Fleetwood) – 7:56

## Musiciens

### Fleetwood Mac
- Peter Green – guitare, chant, basse six cordes sur "Green Manalishi"
- Jeremy Spencer – guitare, chant, piano, percussions
- Danny Kirwan – guitare, chant
- John McVie – basse
- Mick Fleetwood – batterie

### Invités
- Eric Clapton et Joe Walsh – guitare sur "Encore Jam"